# GamesTM
GamesTM – brytyjskie czasopismo zajmujące się tematyką gier komputerowych. Zostało zapoczątkowane w 2002 roku.
Pierwotnie czasopismo wydawała firma Imagine Publishing. Od 2016 roku magazyn był wydawany przez Future plc.
Ostatni numer czasopisma ukazał się w listopadzie 2018.